# Suki Potier

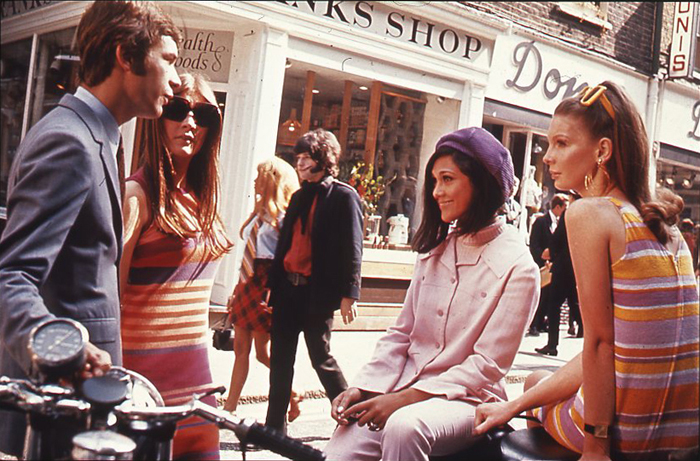
Swinging Sixties – Straßenszene in London 1966

Melanie Susan Potier (* 14. November 1947 in Surrey; † 23. Juni 1981 im Distrikt Lissabon, Portugal), besser bekannt als Suki Potier, war ein britisches Model der Swinging Sixties.

## Leben
Potier war die Tochter von Gilbert und Mary (geb. Moore) Potier und hatte eine ältere Schwester, Rosemary Sarah (Sally) Potier (* 1946). Bereits als Teenager war sie bei der Modelagentur English Boys in der Londoner King’s Road angestellt, arbeitete für namhafte englische Designer und wurde zu einem bevorzugten Fotomodel von Raymond (Ossie) Clark (1942–1996), einem englischen Modedesigner, der im Swinging London eine bedeutende Rolle spielte.
1966 ging Potier mit dem Guinness-Erben Tara Browne (1945–1966) aus und wurde schließlich seine Partnerin. Tara Browne war eine bestimmende Figur der Londoner Szene und versuchte sich als Geschäftsmann. Er war seit 1963 mit Noreen Anne (Nicky) MacSherry (1941–2012) verheiratet, hatte sich aber 1966 von ihr getrennt. Am 18. Dezember 1966 fuhr Browne in seinem Lotus Elan mit Potier als Beifahrerin durch Chelsea, als er auf der Hauptstraße Redcliffe Gardens mit hoher Geschwindigkeit eine Kreuzung bei roter Ampel überfuhr und mit einem geparkten Lastwagen kollidierte. Browne verstarb unmittelbar am Unfallort, Potier blieb dagegen nahezu unverletzt. Der Ermittlungsbericht zu Brownes Unfall in der Daily Mail inspirierte John Lennon von den Beatles zu einer Strophe in dem Lied A Day in the Life, das 1967 auf dem Album Sgt. Pepper’s Lonely Hearts Club Band veröffentlicht wurde.

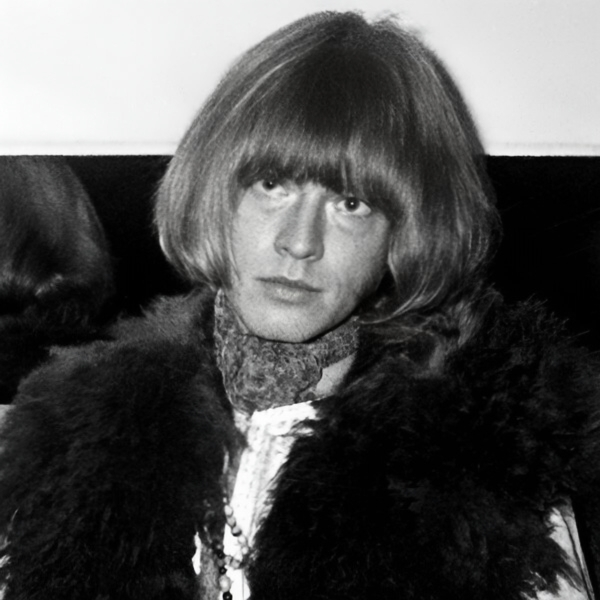
Brian Jones 1967

1967 freundete sich Potier mit dem Gitarristen Brian Jones (1942–1969) von den Rolling Stones an und die beiden wurden ein Paar. Sie unternahmen auch gemeinsame Reisen, so im August 1967 nach Spanien und im Juli 1968 nach Marokko. Im November 1968 kaufte Jones die Cotchford Farm in Hartfield, Sussex, und wohnte dort zusammen mit Potier. 1969 trennte sich das Paar nach 18 gemeinsamen Monaten. In der Nacht vom 2. auf den 3. Juli 1969 kam Jones auf der Cotchford Farm im Swimming Pool des Anwesens ums Leben. Jones war zu dieser Zeit mit der schwedischen Tänzerin Anna Wohlin zusammen, die in dieser Nacht auch auf der Cotchford Farm anwesend war. Obwohl Potier und Jones schon längere Zeit getrennt waren, nahm sie am 10. Juli 1969 zusammen mit seinen Eltern und seiner Schwester an der Beerdigung in Cheltenham teil. In der darauf folgenden Woche suchte sie die Cotchford Farm auf und fand diese geplündert und leergeräumt vor. Potier blieb mit den Rolling Stones befreundet, ging mit Mick Jagger auf Partys und besuchte das Isle of Wight Festival mit Keith Richards und Charlie Watts.
In den 1970er Jahren traf sich Potier regelmäßig mit Robert Ho (1948–1981), einem Studenten der London Business School. Ho stammte aus Hongkong und war der älteste Sohn von Stanley Ho (1921–2020), einem der reichsten Männer in Macau. Die beiden wurden ein Paar, heirateten, zogen nach Hongkong und hatten zwei Kinder, Faye (* 1975) und Sarah (* 1978). Während eines Urlaubs 1981 in Portugal verunglückte Potier mit ihrem Mann tödlich bei einem Autounfall. Sie waren in einem Bentley unterwegs zu ihren beiden Kindern nach Cascais, nachdem sie mit Roberts Mutter, die in der Nähe wohnte, zu Abend gegessen hatten. 
Faye und Sarah Ho, die beim Tod ihrer Eltern noch Kleinkinder waren, wurden von ihrer Großmutter väterlicherseits in Macau aufgezogen. Sarah Ho arbeitet heute als Juwelierin und Schmuckdesignerin in London, Faye Ho ist in Macau geblieben und engagiert sich für gemeinnützige Organisationen.